# جون فاغان
جون فاغان (بالإنجليزية: John Fagan)‏ (1850 بمقاطعة دبلن في جمهورية أيرلندا - ) هو لاعب كرة قدم أيرلندي في مركز الهجوم. شارك مع منتخب جمهورية أيرلندا لكرة القدم. أما مع النوادي، فقد لعب مع نادي شامروك روفرز ودوري أيرلندا الحادي عشر ‏.